# Calliopsis puellae
Calliopsis puellae är en biart som först beskrevs av Cockerell 1933.  Calliopsis puellae ingår i släktet Calliopsis och familjen grävbin. Inga underarter finns listade.